# Gładkie (Gładka Przełęcz)

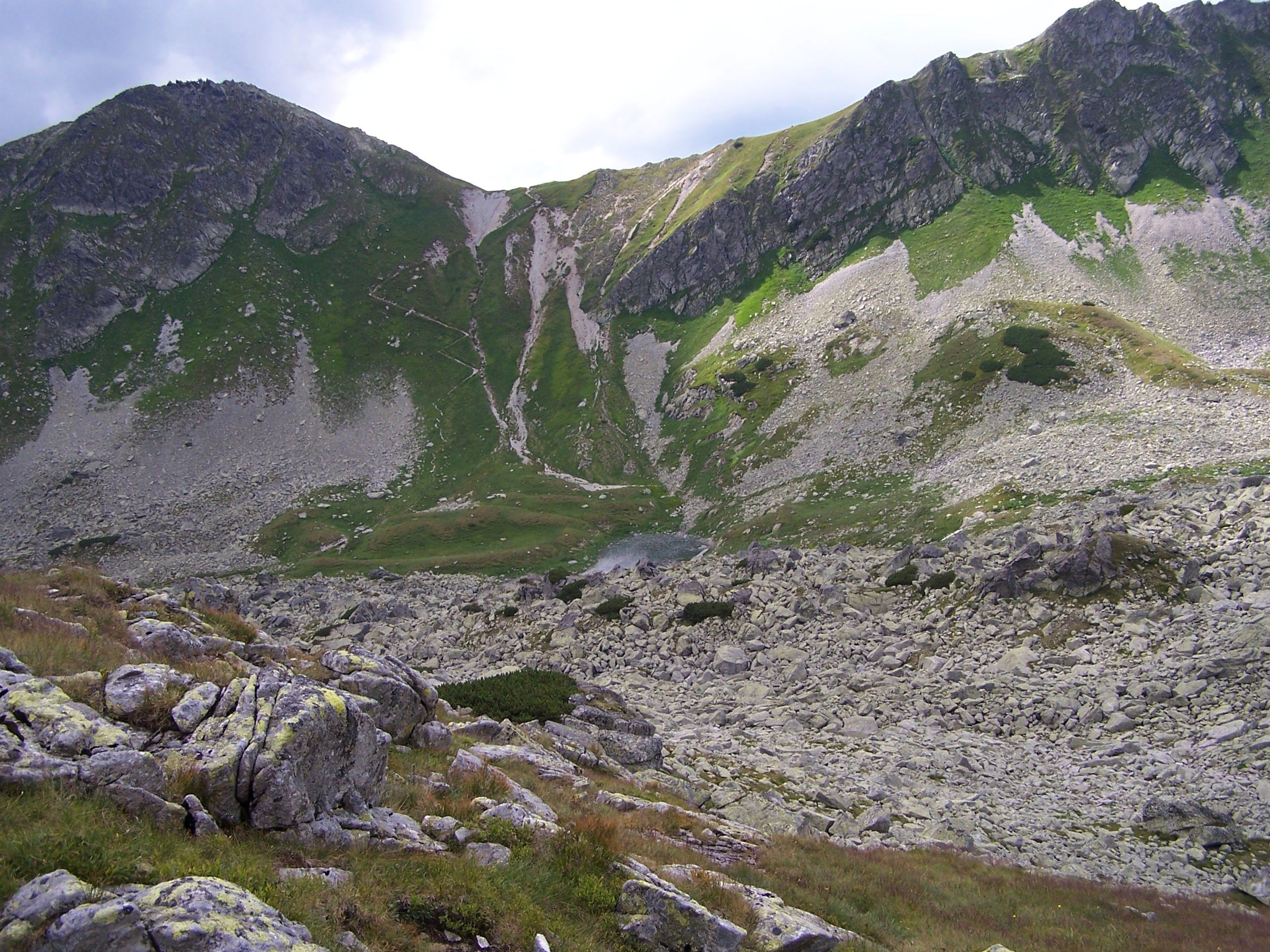
Gładkie z widoczną ścieżką

Gładkie – północne, opadające do dna Doliny Pięciu Stawów Polskich zbocze Gładkiej Przełęczy w Tatrach Polskich. Jest trawiaste i mało strome. Prowadzi nim wyraźna ścieżka. Na przełomie XIX i XX wieku przejście przez Gładką Przełęcz było często wykorzystywane przez turystów. W 1889 r. Towarzystwo Tatrzańskie poprowadziło szlak turystyczny z Doliny Pięciu Stawów Polskich do Doliny Cichej. Obecnie szlak ten istnieje tylko po stronie słowackiej, po polskiej stronie został zlikwidowany.
W gwarze podhalańskiej nazwą Gładkie określano równe i trawiaste zbocza, nigdy zbocza skaliste. W Tatrach nazwa ta występuje w kilku miejscach.